# Cestrum brevifolium
Cestrum brevifolium är en potatisväxtart som beskrevs av Ignatz Urban. Cestrum brevifolium ingår i släktet Cestrum och familjen potatisväxter. Inga underarter finns listade i Catalogue of Life.